# Coenosia longimaculata
Coenosia longimaculata este o specie de muște din genul Coenosia, familia Muscidae, descrisă de Stein în anul 1920. Conform Catalogue of Life specia Coenosia longimaculata nu are subspecii cunoscute.